# 深汕站
深汕站，原名赤石站、汕尾西站，是一座兴建中的位于中国广东省深圳市深汕特别合作区赤石镇的高速铁路车站，是广汕铁路和深汕高速铁路交会车站。

## 沿革
本站的兴建计划最早出现在中铁第四勘察设计院于2016年8月4日发布的《新建铁路广州至汕尾客运专线环评第二次公示》上。在该份招标公告上，本站为广汕铁路在汕尾设立的两站之一。
2017年4月初，中国铁路经济规划研究院发布征集公告，征集包括本站在内的广汕铁路新建车站设计方案。

## 设计

### 站房
在中国铁路经济规划研究院于2017年4月披露的《新建铁路广州（新塘）至汕尾客运专线新塘站等7站建筑概念设计方案征集信息公告》中，该站的总面积被控制在3,000平方（32,000平方英尺）内。

### 站台及配线
本站为高架二层车站，总规模5台13线，其中深汕场2台6线，广汕场3台7线。深汕场布置于广汕场南侧，深汕至广汕联络线接轨于车站西侧咽喉。设到发线9条（不含正线），有效长650m，到发线与正线、到发线与到发线线间距均为6.5m；设岛式站台4座，侧式站台1座。